# Schaffner (Beruf)

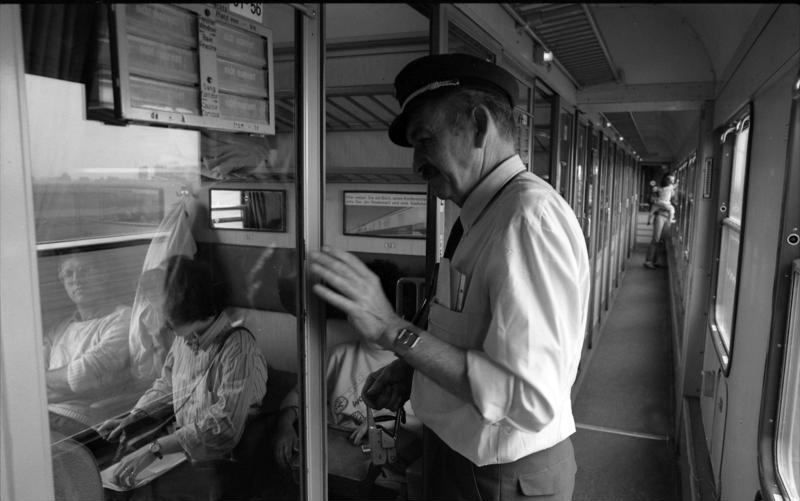
Fahrkartenkontrolleur im Zug, 1988

Als Schaffner (auch Eisenbahnschaffner, Fahrkartenkontrolleur oder Zugbegleiter) werden im allgemeinen Sprachgebrauch Personen bezeichnet, die in öffentlichen Verkehrsmitteln Fahrkarten verkaufen und kontrollieren. In der Schweiz ist der Ausdruck Schaffner ungebräuchlich, an seiner Stelle wird Kondukteur oder Conducteur (lat. con- ‚mit‘, ‚zusammen‘ und ducere ‚führen‘, ‚leiten‘) verwendet, gelegentlich (insbesondere außerhalb der Eisenbahn) auch Billeteur. Als offizielle Berufsbezeichnung verwenden die SBB heute Kundenbegleiter.

## Begriffsgeschichte
Als ‚Schaffner‘ oder ‚Schaffer‘ wurde ursprünglich der Vermögensverwalter einer Stadt, eines Klosters oder eines Hauswesens (Gutsverwalter) bezeichnet, als ‚Schaffnerin‘ die Gehilfin der Hausfrau mit Schlüsselgewalt über Küche und Keller. Auch Güterbestäter, die den Warenumschlag in Häfen und auf Märkten protokollierten, wurden Schaffner genannt. Erhalten hat sich diese Bedeutung bis heute als Bezeichnung eines Amtes in Freimaurerlogen, das für die Ökonomie des Logenhauses sowie die Versorgung mit Speisen und Getränken verantwortlich ist und für Ausrichter der Schaffermahlzeit und vergleichbarer Veranstaltungen.
Davon ausgehend wurde ‚Schaffner‘ eine Amtsbezeichnung für Beamte im einfachen Dienst, früher zum Beispiel ‚Postschaffner‘.

## Schaffner im öffentlichen Personenverkehr

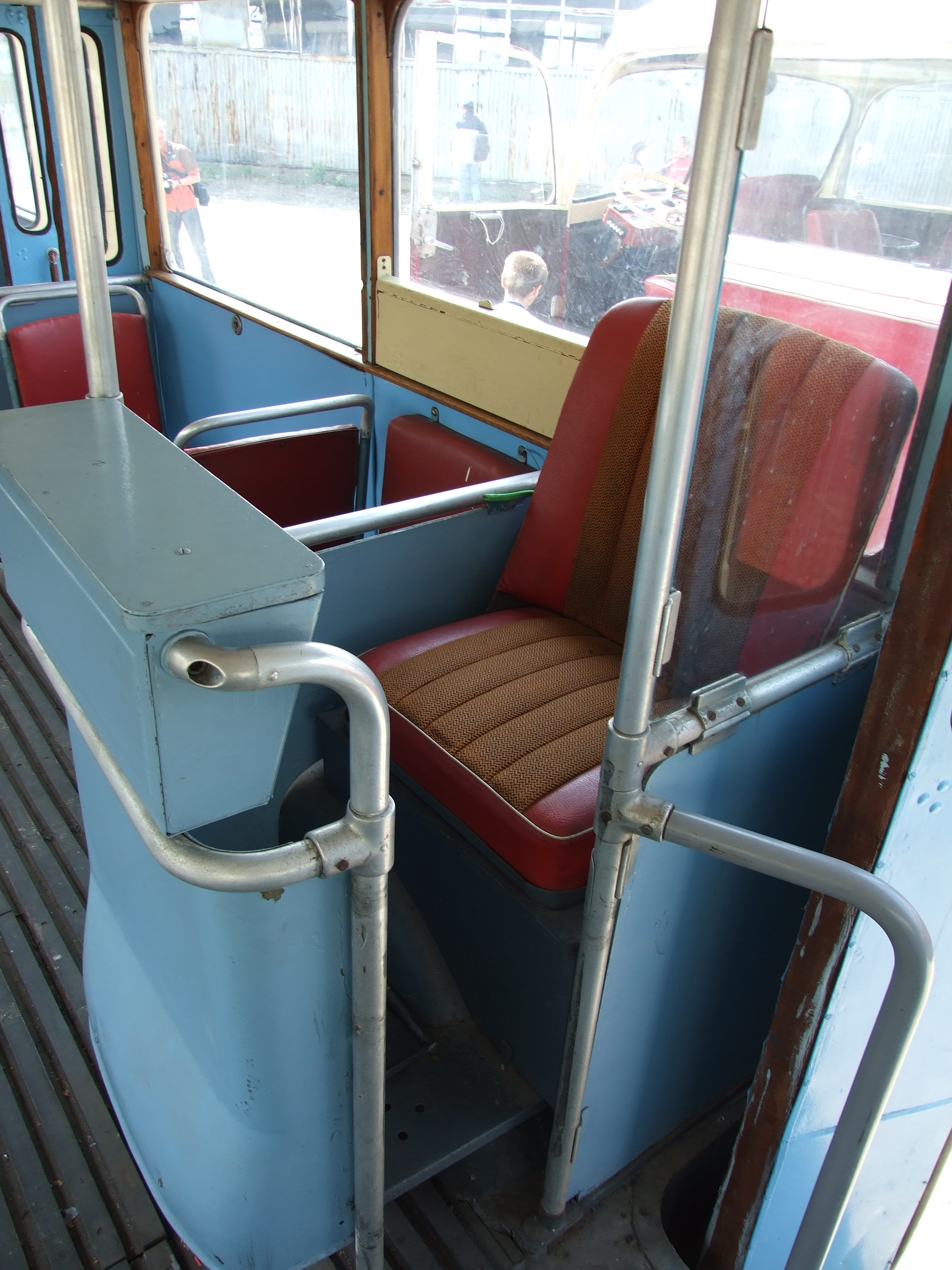
Schaffnersitz in einem Oberleitungsbus in Brünn, 2008

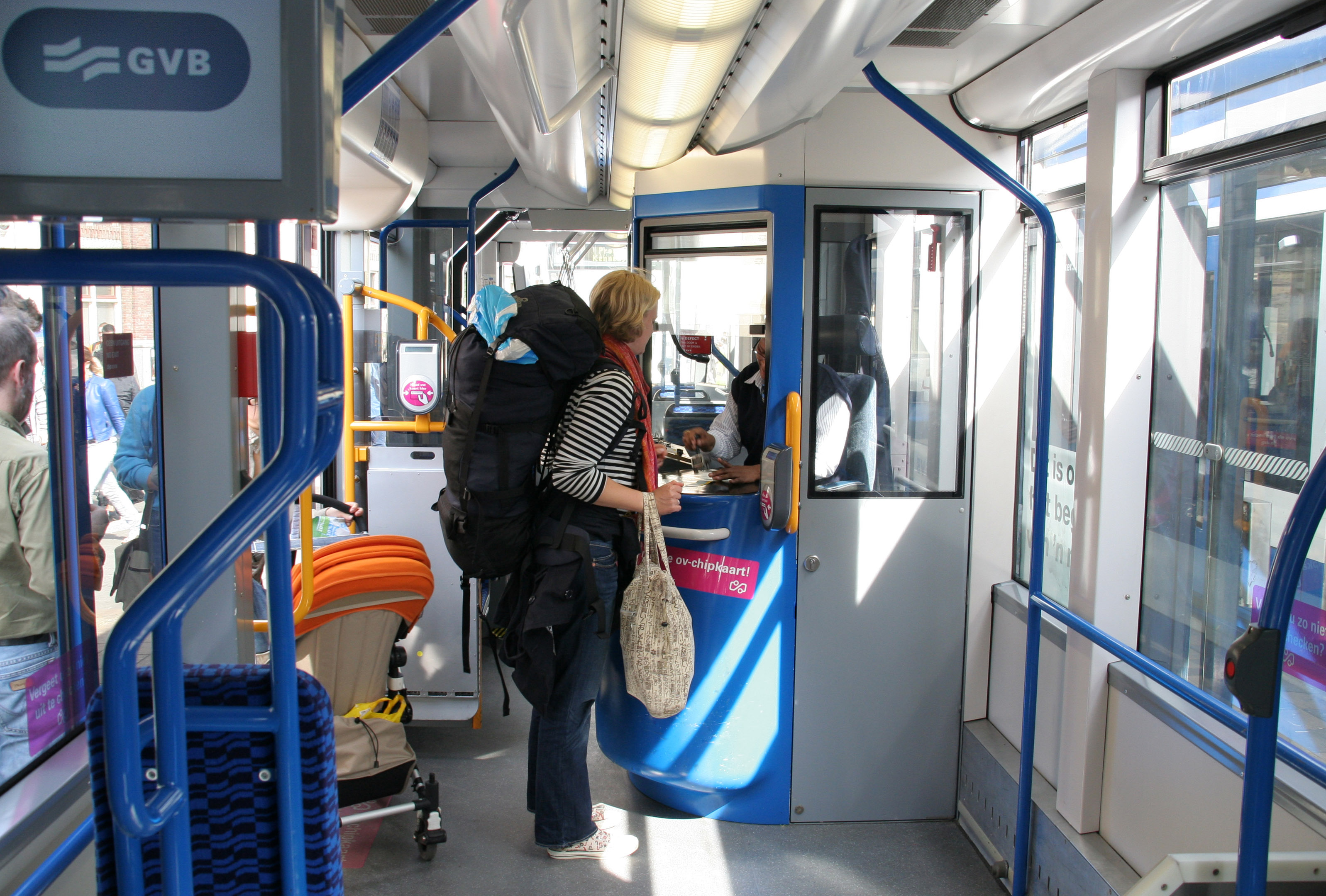
Schaffnerkabine, Straßenbahn Amsterdam, 2009

Zurückgehend auf Zeiten beamteter Eisenbahner wird heutzutage mit Schaffner allgemein ein Mitarbeiter des Zugpersonals bei der Eisenbahn und übertragen auch Mitarbeiter anderer öffentlicher Verkehrsunternehmen (Straßenbahn, Bus) assoziiert, ohne noch eine offizielle Berufsbezeichnung zu sein. Zu den typischen Aufgaben eines Schaffners gehören die Kontrolle der Fahrkarten und das Erheben des Beförderungsentgeltes respektive das Einsammeln einer im stationären Vorverkauf ausgegebenen Fahrmarke. Er übermittelt auch die Fertigmeldung (Abfahrbereitschaft) aus hinteren Fahrzeugteilen oder Beiwagen an den Zugführer (oder Lokführer/Straßenbahnfahrer) und hat damit Sicherheitsaufgaben. Durch den vermehrten Einsatz von Fahrscheinautomaten und automatische Türschließ- und -sicherungseinrichtungen (Lichtschranken, Trittsensoren) liegt der Schwerpunkt der Tätigkeit des Schaffners, sofern sie im öffentlichen Personennahverkehr überhaupt noch ausgeübt wird, eher bei der Fahrausweiskontrolle und im Kundenservice. Klassischen Schaffnerdiensten im Nahverkehr begegnet man heute am ehesten bei touristisch ausgerichteten Sonderlinien.
Im schaffnerlosen Betrieb wird die Fahrscheinkontrolle durch eigenes Personal ausgeübt, das ausschließlich Schwarzfahrer ausfindig zu machen sucht und bei Erfolg die Vertragsstrafe einfordert. Diese oft in engem Kontakt mit den Sicherheitskräften (beispielsweise bei der Bundespolizei) Tätigen werden jedoch nicht als Schaffner bezeichnet. In Deutschland werden sie unter anderem als Fahrausweisprüfer (FAP) bezeichnet. Je nach Einsatzort als Straßenbahn-, Eisenbahn-, Fahrkarten-, Fahrscheinkontrolleure, in der Schweiz als Billettkontrolleur, in Österreich auch Kontrollor, in Wien nach der Farbe ihrer Uniform umgangssprachlich als Schwarzkappler. Vor allem im Stadtverkehr arbeiten sie oft ohne Uniform in Zivil.
Bei Regionalzügen wurden „Schaffner“ durch Zugbegleiter (Zub) und Kundenbetreuer im Nahverkehr (KiN, Deutsche Bahn) ersetzt. Verkauften diese früher auch Fahrkarten, so sind heutzutage immer mehr Strecken flächendeckend oder auch Züge mit Fahrscheinautomaten ausgestattet. Das Personal darf reguläre Fahrkarten meist nur beim Versagen der Automaten ausstellen und beschränkt sich neben den sicherheitstechnischen und organisatorischen Aufgaben nur mehr auf die Fahrscheinkontrolle.
Außerhalb des Nahverkehrs werden als „Schaffner“ die Zugbegleiter und Kundenbetreuer bezeichnet, die dem Zugführer (auch Oberschaffner genannt) unterstellten Mitglieder des Zugbegleitpersonals. Das Zugbegleitpersonal besteht somit aus dem Zugführer und den Schaffnern. Wegen seiner Aufgaben im Servicebereich wird der Zugschaffner in den Fernverkehrszügen der Deutschen Bahn AG Zugbetreuer genannt. Diese teilen sich wiederum in die Bezeichnung Erster Betreuer und Betreuer auf. Der Erste Betreuer verfügt über den gleichen Ausbildungsstand und die gleichen Berechtigungen wie ein Zugchef (Zugführer) und ist in den ICE-Zügen federführend für die Kunden der 1. Klasse verantwortlich, dort stellt er neben der Fahrausweiskontrolle auch alle Serviceaufgaben sicher. Für die Serviceaufgaben wird er bei hohem Fahrgastaufkommen durch eigens ausgebildete 1.-Klasse-Stewards unterstützt. Zeitweise betrieb bei sehr geringem Fahrgastaufkommen der Erste Betreuer auch selbständig das Bordbistro. Die Betreuer (Schaffner) in den Fernzügen der Deutsche Bahn AG verfügen, neben den Kenntnissen zur Fahrausweiskontrolle, mindestens über betriebliche Grundkenntnisse und wirken unterstützend. Mit der Einführung der Eisenbahn-Bau- und Betriebsordnung vom 8. Mai 1967 durften unter anderem Reisezüge bis zu 100 Metern Gesamtlänge ohne Zugbegleiter verkehren, sofern der Führerstand mit zwei Personen besetzt war.

### Dienstuniform

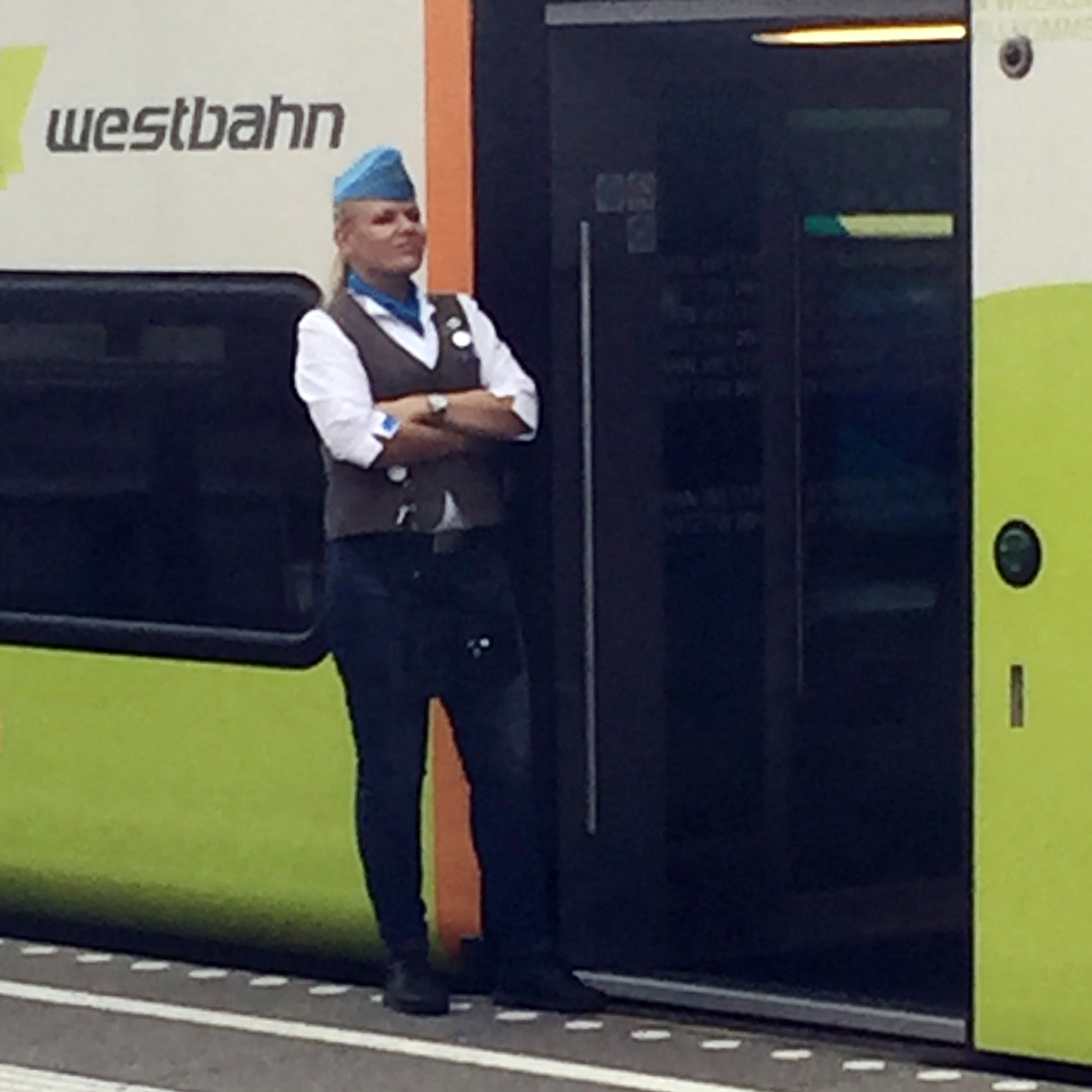
Mitarbeiterin der Westbahn im Bahnhof Salzburg, 2017

Schaffner oder Zugbegleiter sind in Ausübung ihrer Tätigkeit an Uniformen zu erkennen, in Deutschland derzeit Unternehmensbekleidung (UBK) benannt.  In Österreich sind dies beispielsweise die typischen roten Krawatten oder Halstücher der Österreichischen Bundesbahnen wie die blauen Mützen der Westbahn.